# Stern-Report

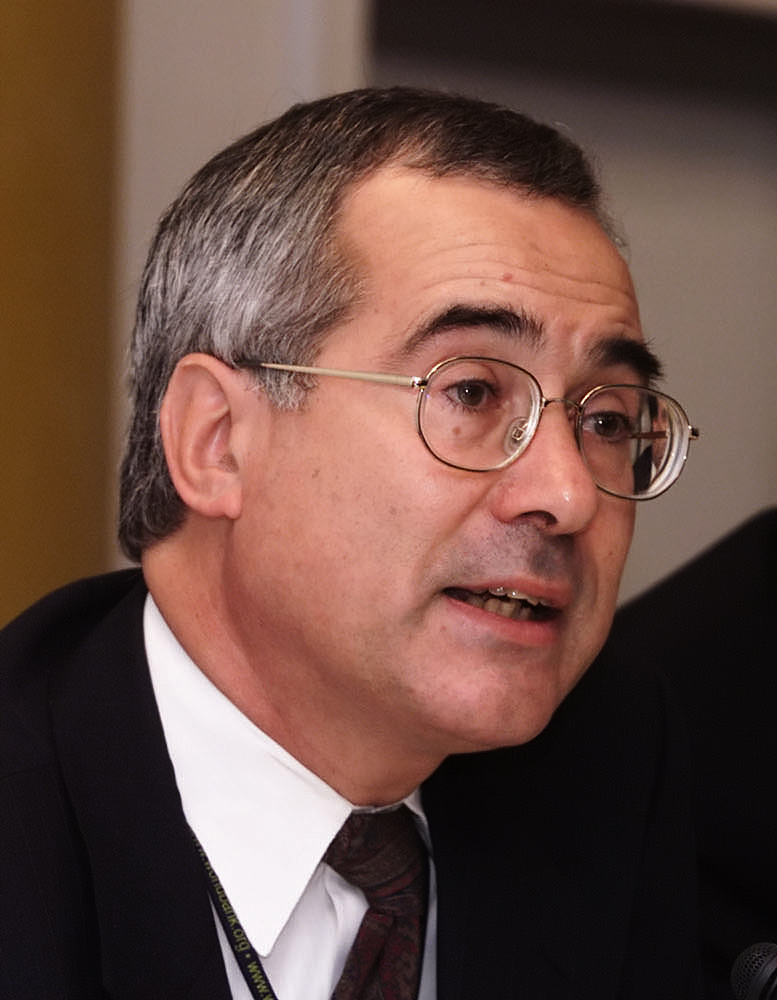
Nicholas Stern, Autor des Berichts.

Der Stern-Report (englisch Stern Review on the Economics of Climate Change) ist ein am 30. Oktober 2006 veröffentlichter Bericht des ehemaligen Weltbank-Chefökonomen und jetzigen Leiters des volkswirtschaftlichen Dienstes der britischen Regierung Nicholas Stern. Der im Auftrag der britischen Regierung erstellte rund 650 Seiten starke Bericht untersucht insbesondere die wirtschaftlichen Folgen der globalen Erwärmung.

## Ergebnisse des Berichts
Die Konzentration von Treibhausgasen in der Atmosphäre ist gegenüber dem Stand vor der industriellen Revolution bereits von 280 ppm (parts per million oder Millionstel in der Atmosphäre) Kohlendioxidäquivalent auf heute 430 ppm gestiegen und erhöht sich jährlich um über 2 ppm.
Der Klimawandel ist eine Bedrohung des Lebens auf der Erde. Es ist aber immer noch möglich, die schlimmsten Risiken und Auswirkungen des Klimawandels mit tragbaren Kosten zu vermeiden, wenn jetzt schnell auf nationaler und internationaler Ebene gehandelt wird.
Um schwerwiegende Folgen für die Weltwirtschaft zu vermeiden, sollte die Konzentration von Treibhausgasen in der Atmosphäre unter 550 ppm gehalten werden. Schon in diesem Fall würde die weltweite Durchschnittstemperatur um 2 bis 3 °C steigen.
Die Konzentration der Treibhausgaskonzentration kann auf 550 ppm begrenzt werden, wenn der Anstieg der Emissionen innerhalb von 15 Jahren gestoppt wird und danach die Emissionen jährlich um rund 2 % sinken. Da sich die gesamtwirtschaftliche Produktion, das Bruttoinlandsprodukt, bis 2050 etwa verdrei- bis vervierfachen wird, bedeutet dies, dass die Emissionen pro Einheit des Bruttoinlandsprodukts bis 2050 um rund drei Viertel gedrückt werden müssen.
Die jährlichen Kosten für Maßnahmen zur Stabilisierung der Treibhausgaskonzentration zwischen 500 und 550 ppm Kohlendioxidäquivalenten werden schätzungsweise bei etwa 1 % des globalen Bruttoinlandsprodukts liegen, wenn jetzt begonnen wird, entschieden zu handeln.
Wenn nichts getan wird, um die Emissionen von Treibhausgasen zu reduzieren, könnte die Konzentration von Treibhausgasen in der Atmosphäre bereits 2035 das Doppelte ihres vorindustriellen Niveaus erreichen, was einen Anstieg der Durchschnittstemperatur von mehr als 2 °C bedeuten würde. Längerfristig gesehen läge die Wahrscheinlichkeit, dass der Temperaturanstieg 5 °C überschreiten würde, bei mehr als 50 %, wenn nicht gehandelt wird. Dieser Anstieg würde dem Anstieg der Durchschnittstemperatur seit der letzten Eiszeit entsprechen.
Die jährlichen Kosten des Klimawandels werden, wenn nicht gehandelt wird, dem Verlust von wenigstens 5 % des globalen Bruttoinlandsprodukts entsprechen. Wenn man eine breitere Palette von Risiken und Einflüssen berücksichtigt, könnten die Schäden auf 20 % oder mehr des erwarteten globalen Bruttoinlandsprodukts ansteigen. Hierbei ist zu bemerken, dass Entwicklungs- und Schwellenländer die ökonomischen Folgen des Klimawandels überdurchschnittlich stark zu spüren bekommen.
Um heutige Aufwendungen und spätere Schäden zu vergleichen, werden zukünftige Werte abgezinst. Stern setzt hierfür einen Wert von anfangs 3,3 % im Jahr an, der sich im Verlauf von hundert Jahren auf etwas über 2 % reduziert. Der Wert setzt sich zu einem Teil aus dem erwarteten Wachstum der Weltwirtschaft und zu einem Teil aus Unsicherheiten zusammen. Durch diesen zweiten Term ist die Abzinsung stärker, als sie nach der Goldenen Regel der Akkumulation anzusetzen wäre.
Die Welt braucht sich nicht zwischen der Vermeidung des Klimawandels und der Förderung von Wachstum und Entwicklung zu entscheiden. Die Bekämpfung des Klimawandels ist langfristig gesehen eine Strategie für mehr Wachstum und kann auf eine Weise erfolgen, die die Wachstumsambitionen reicher oder armer Länder nicht behindert. Maßnahmen gegen den Klimawandel schaffen neue Märkte, zum Beispiel Märkte für Technologien zur CO2-neutralen Energieerzeugung und für CO2-effizientere Waren und Dienstleistungen.
Emissionen können durch eine höhere Energieeffizienz, durch Bedarfsänderungen sowie durch die Nutzung sauberer Kraftwerks-, Heizungs- und Transporttechnologien reduziert werden. Der Kraftwerkssektor müsste weltweit bis 2050 wenigstens 60 % weniger Kohlendioxid ausstoßen, damit die Konzentration von Treibhausgasen auf oder unter 550 ppm Kohlendioxidäquivalente stabilisiert wird. Tiefgreifende Verringerungen der Emissionen wären auch im Verkehrssektor erforderlich. Bei den Produktionsprozessen in der Wirtschaft anfallender Kohlenstoff muss in umfangreichem Maße abgetrennt und gelagert werden (CO2-Sequestrierung), um die fortgesetzte Verwendung fossiler Brennstoffe zuzulassen, ohne die Atmosphäre zu schädigen. Auch die Verringerung von Emissionen außerhalb der Energiewirtschaft, wie sie zum Beispiel bei der Abholzung von Wäldern entstehen, ist wesentlich. Der Verlust von Wäldern trägt jährlich mehr zu den globalen Emissionen bei als der Verkehrssektor. Die Erhaltung der Wälder ist eine äußerst rentable Möglichkeit zur Verringerung von Emissionen.
Für eine effektive globale Politik zum Klimaschutz müssen vor allem in folgenden drei Bereichen Maßnahmen ergriffen werden:
- Es muss ein Preis für die Emission von Kohlenstoff erhoben werden – durch CO2-Steuern, Handel von Emissionsrechten und staatliche Regulierungsmaßnahmen. Die Ausweitung und Verknüpfung der großen Zahl von Emissionshandelsansätzen in der ganzen Welt ist ein leistungsfähiger Weg zur Förderung rentabler Emissionsreduzierungen.

- Innovationen zum Einsatz kohlenstoffarmer Technologien müssen gefördert werden. Die Unterstützung von Energieforschung und -entwicklung sollte sich weltweit wenigstens verdoppeln, die Unterstützung des Einsatzes neuer kohlenstoffarmer Technologien sollte um das Fünffache wachsen. Auch die internationale Zusammenarbeit hinsichtlich der Festlegung von Produktstandards ist eine leistungsfähige Möglichkeit zur Erhöhung der Energieeffizienz.

- Hemmnisse für einen effizienteren Energieeinsatz müssen beseitigt werden. Die Öffentlichkeit muss besser informiert werden, um Einstellungen und Verhalten zu verändern.

Der Klimawandel verlangt eine internationale Antwort auf der Basis eines gemeinsamen Verständnisses langfristiger Ziele und der Vereinbarung eines Handlungsrahmens. Zahlreiche Länder und Regionen handeln bereits: die Europäische Union, Kalifornien und China sind Beispiele. Die Klimarahmenkonvention der Vereinten Nationen und das Kyoto-Protokoll bilden eine Basis für internationale Zusammenarbeit. Aber es ist noch ehrgeizigeres Handeln in der ganzen Welt erforderlich. Es ist wesentlich, dass der Klimawandel völlig in die Entwicklungspolitik integriert wird und dass reiche Länder ihre Versprechen zur Erhöhung der Auslandsentwicklungshilfe einlösen, um den Entwicklungsländern eine Anpassung an den Klimawandel zu erleichtern.

## Reaktionen von Politikern, Medien und Wissenschaftlern
Der von der britischen Regierung mit einer weltweiten Medienkampagne im Vorfeld der Weltklimakonferenz der Vereinten Nationen in Nairobi verbreitete Bericht hat viel Aufmerksamkeit gefunden, insbesondere in Europa.

### Reaktionen von Politikern
Der britische Premierminister Tony Blair nahm an der Vorstellung des Berichts teil. Er betonte dabei die seiner Meinung nach herausragende Bedeutung des Berichts.
Der damalige australische Premierminister John Howard kündigte an, 60 Millionen Australische Dollar in Projekte zu investieren, die den Ausstoß von Treibhausgasen reduzieren helfen. Das Kyoto-Protokoll werde Australien jedoch weiterhin nicht unterzeichnen. Drei Jahre später ratifizierte sein Nachfolger Kevin Rudd das Kyoto-Protokoll.
In Deutschland schloss sich unter anderem Bundesumweltminister Sigmar Gabriel Ergebnissen des Stern-Berichts an. Er meinte in einem Gespräch mit dem Nachrichtenmagazin Der Spiegel vom 6. November 2006, es müsste mittelfristig ein Prozent des Bruttoinlandsprodukts für Klimaschutz ausgegeben werden. Nichts zu tun werde mindestens fünfmal so teuer. In einem Beschluss des Parteirats von Bündnis 90/Die Grünen vom 6. November 2006 heißt es zum Stern-Bericht: „Bis zum Jahr 2100 beugt jeder eingesetzte Euro für Klimaschutz bis zu zwanzig Euro an Klimaschäden vor.“

### Reaktionen von Medien
Zahlreiche Zeitungen griffen im Stern-Bericht genannte Risiken des Klimawandels, die in der Presseerklärung des britischen Schatzministeriums herausgestellt wurden, mit spektakulären Schlagzeilen auf. Zum Beispiel titelte die deutsche Tageszeitung Die Welt „Klimawandel kann Weltwirtschaftskrise verursachen.“ Die Tagesschau der ARD meldete, es seien Schäden von umgerechnet knapp 5,5 Billionen Euro pro Jahr bis 2100 zu erwarten. Der englische Independent widmete dem Stern-Bericht die ersten neun Seiten seiner Ausgabe vom 31. Oktober mit einer umfassenden Analyse. The Independent berichtete – ähnlich wie viele deutsche Zeitungen – zu den Prognosen des Stern-Berichts unter anderem:
- Bis zum Jahr 2100 könnte die globale Durchschnittstemperatur um bis zu 6 °C steigen, wenn keinerlei Maßnahmen zur Emissionsvermeidung durchgeführt werden.
- Die Zahl der von Malaria betroffenen Afrikaner/-innen wird um 60 Millionen anwachsen.
- 4 Millionen km2 Küstenfläche sind von Überflutungen durch steigende Meeresspiegel bedroht, Heimat von einem Zwanzigstel der Erdbevölkerung.
- Die landwirtschaftlichen Erträge in Afrika und Arabien können um bis zu 35 % sinken, wenn sich die Temperaturen um 3 °C erhöhen. Das vergrößerte das Risiko schwerer Hungersnöte für 550 Millionen weitere Menschen; bei einem Anstieg um 2 °C wäre dies für 200 Millionen Menschen der Fall.

Die Erläuterungen des Stern-Berichts zu diesen Prognosen wurden in den Medien kaum angesprochen. In später im Internet vom britischen Schatzministeriums veröffentlichten Antworten zu Fragen zum Stern-Bericht wird hingegen betont, dass es sich bei den Ergebnissen des Stern-Berichts um Daten handele, die auf einem neuen, sehr stark aggregierten Modell beruhen, und es sich um Berechnungen für Zeiträume bis ins nächste Jahrhundert und darüber hinaus handele. Sie sollten als „Illustration“ und nicht, wie der Bericht deutlich betone, zu wortwörtlich genommen werden („they should not, as the Review emphasises strongly, be taken too literally.“)

### Reaktionen von Wissenschaftlern
Auf wissenschaftlicher Seite wurde die Studie sehr unterschiedlich bewertet.
Positive und zustimmende Kommentare zum Stern-Report kamen unter anderem von den Wirtschaftsnobelpreisträgern Robert M. Solow, James Mirrlees, Joseph E. Stiglitz und Amartya Sen sowie von Jeffrey Sachs, dem UN-Sonderberater für die Millennium Development Goals.
Am 28. November 2007 veröffentlichte die Konrad-Adenauer-Stiftung den Klimareport international. Über 50 Auslandsmitarbeiter berichteten aus ihren Einsatzländern, wie der Klimawandel in Europa, Asien, Afrika und Lateinamerika wahrgenommen wird. Der Report gibt einen Überblick über die Auswirkungen des Klimawandels und den Umgang mit dem Klimaschutz in den einzelnen Staaten. Die Initiative der Konrad-Adenauer-Stiftung begründet sich u. a. auf dem Stern-Report, der zu dieser Zeit weltweite Beachtung fand. Eine aktuellere Version ist am 21. Nov. mit dem Klimareport 2011 – Politik und Wahrnehmung erschienen.
Von einigen Wissenschaftlern wurde Stern aber auch kritisiert, insbesondere seine Schadenschätzungen seien übertrieben. Eine umfassende Kritik unter dem Titel The Stern Review: A Dual Critique wurde von Robert M. Carter, C. R. de Freitas, Indur M. Goklany, David Holland und Richard Lindzen aus wissenschaftlicher Sicht und von Ian Byatt, Ian Castles, Indur M. Goklany, David Henderson, Nigel Lawson, Ross McKitrick, Julian Morris, Alan Peacock, Colin Robinson und Robert Skidelsky aus wirtschaftlicher Sicht veröffentlicht, in welcher die Genauigkeit und Vollständigkeit sowie die Objektivität des Berichts infrage gestellt werden. Diese Kritik wurde aber auch selber scharf angegriffen. Der Geowissenschaftler Andrew Glikson von der Australian National University verglich das Vorgehen der Autoren von A Dual Critique sogar mit dem von Kreationisten.
William Nordhaus, Sterling Professor für Wirtschaftswissenschaften an der amerikanischen Yale University, meinte, die fundamentalen Fragen der Klimaschutzpolitik – wie viel, wie schnell und wie teuer – blieben im Stern-Bericht offen. Stern lege ungewöhnlich niedrige Diskontierungssätze („nahe null“) zugrunde, so dass Schäden, die erst in Jahrzehnten eintreten, stark gegenüber heutigen Aufwendungen gewichtet würden. Bei der Annahme von nach Nordhaus angemesseneren Diskontierungssätzen würde der Gegenwartswert der katastrophischen Ergebnisse fast verschwinden.
Richard Tol, der am Economic and Social Research Institute in Dublin, der Universität Sussex und der Freien Universität Amsterdam tätig ist, warf Stern in einem Interview vor, die Schäden viel zu hoch und die Kosten für die Emissionsreduktion viel zu niedrig angesetzt zu haben. Stern habe für seine Schadensschätzung von 5 bis 20 % des Bruttoinlandsprodukts nur extrem pessimistische Szenarien herangezogen und andere Studien, die Schäden von weit unter einem Prozent errechnen, unterschlagen, der Diskontierungssatz sei außerdem zu niedrig. Der Bericht biete keine wirkliche Kosten-Nutzen-Analyse und könne als „alarmistisch und inkompetent“ abgetan werden. Dies solle aber nicht heißen, dass der Klimawandel kein Problem sei und Treibhausgasemissionen nicht reduziert werden müssten. Vielmehr gebe es gute Argumente für Emissionsreduzierung.
Im Gegensatz zu den oben genannten Bewertungen kam eine Gruppe von Wissenschaftlern um den Ökonomen Frank Ackerman zu dem Ergebnis, dass der Stern-Report mit seinen Berechnungen die Folgen des Klimawandels nicht über-, sondern unterschätzt. Die zu erwartenden durchschnittlichen Schäden im Jahr 2100 lägen bei 10,8 % des weltweiten BIP und damit um ein Vielfaches höher als in Sterns Schätzung.
Die Umweltökonomen Thomas Sterner und U. Martin Persson verteidigten den Stern-Report gegen die Kritik am verwendeten Diskontierungssatz. Auch wenn sie keine schwerwiegenden Einwände gegen die von Stern verwendeten Modellannahmen zur Diskontierung hätten, ließen sich seine Ergebnisse auch ohne die kritisierten niedrigen Diskontierungssätze begründen. So habe Stern solche Schäden, die nicht vom Markt erfasst werden, wahrscheinlich unterschätzt; zukünftige Mängel und Verknappungen aufgrund des Klimawandels und der veränderten Zusammensetzung der Wirtschaft würden außerdem zu steigenden relativen Preisen für bestimmte Güter und Dienstleistungen führen, was die zu erwartenden Schäden steigen ließe und dem Effekt der Diskontierung entgegenwirke.
Mike Hulme, Direktor des Tyndall Centre for Climate Change Research im englischen Norwich, hielt den Stern-Report für verfrüht. Die Unsicherheiten in den Klimaszenarien waren seiner Meinung nach so groß, dass sich seriöse Studien über die wirtschaftlichen Auswirkungen des Klimawandels noch nicht anfertigen ließen. Hulme war mehrfach von der britischen Regierung gebeten worden, die Kosten des Klimawandels zu analysieren. Er habe es aber immer abgelehnt, weil er das Resultat einer solchen Studie nicht vertreten könne, sagte er dem Fachmagazin Nature. Hulme kommentierte: „Das ist nicht das letzte Wort von Naturwissenschaftlern und Ökonomen, es ist das letzte Wort von Staatsdienern.“
Richard B. Howarth, Umweltökonom am Dartmouth College, verteidigte dagegen den Stern-Report. Entgegen der geäußerten Kritik seien Sterns Modellannahmen hinsichtlich der Zeitpräferenz und Risikoaversion von Menschen grundsätzlich zutreffend. Starke Emissionsreduzierungen könnten außerdem damit gerechtfertigt werden, dass Entscheidungsträger kein Recht hätten, der Nachwelt unbezahlte Schäden aufzubürden. Damit seien Sterns Ergebnisse nicht von seiner (kritisierten) moralischen Argumentation abhängig.
Ottmar Edenhofer, Chefökonom des Potsdam-Institutes für Klimafolgenforschung (PIK), äußerte sich außerordentlich positiv: „Der Stern Bericht wird als die kopernikanische Wende in die Geschichte der Klimapolitik eingehen – es geht nun nicht mehr darum, ob wir eine ambitionierte Klimapolitik brauchen, sondern darum, wie eine ambitionierte Klimapolitik aussehen soll. Die Frage der Ökonomen, ob sich Klimaschutz lohnt, ist nun beantwortet: Ambitionierter Klimaschutz ist notwendig und finanzierbar.“
Clive Spash von der Commonwealth Scientific and Industrial Research Organisation (CSIRO) kritisierte den Ansatz der Kosten-Nutzen-Analysen grundsätzlich als untauglich. Stern unterscheide nicht ausreichend zwischen (abschätzbaren) Risiken und (nicht abschätzbaren) Unwägbarkeiten. Stern vernachlässige zudem wichtige Literatur, streife ethische Aspekte nur ganz oberflächlich und stelle Wirtschaftswachstum nicht infrage.
Nico Stehr und Hans von Storch kritisierten den Report als einseitig, was die mögliche Differenz oder Konvergenz von Vermeidung und Anpassung angehe. Sie konstatieren dabei wie in der bisherigen Klimawissenschaft und -politik eine nahezu singuläre Konzentration auf Vermeidungsstrategien anstatt sich stärker Anpassungsstrategien zuzuwenden. Storch und Stehr halten die Forderungen nach einer Beendigung der globalen Erwärmung im Sinne der UN-Klimarahmenkonvention wie auch einen Minderungsansatz über das Kyoto-Abkommen hinaus für gänzlich unrealistisch.
Felix Ekardt kritisierte die Klimaökonomik insgesamt, einschließlich Stern und seiner Gegner. Neben den auch von anderen Forschern angeführten Punkten (problematischer Umgang mit Prognoseunsicherheiten, zweifelhaftes Diskontierungsmodell) entwickelte er weitere Kritikpunkte: So lege Stern veraltete, noch zu optimistische Klimadaten zugrunde. Außerdem sei der gesamte der (nicht nur Klima-)Ökonomik zugrunde liegende Präferenz-/Effizienzansatz ethisch und rechtlich unhaltbar. Wesentliche Schadensfaktoren wie drohende Ressourcenkriege würden zudem ausgeblendet. Ferner würden unquantifizierbare Belange wie Schäden an Leben und Gesundheit in arbiträrer Weise in Geldwerte übersetzt.
Stern selbst vertritt im Rückblick die Auffassung, dass der Review die Risiken des Klimawandels unterbewertet. Die im Report verwendeten Integrierten Assessment Modelle würden ein zu stark verengtes Bild liefern und wichtige Fragen und ethische Perspektiven nicht enthalten. Die Aussage, dass die Kosten des Handelns viel geringer seien als die Kosten des Nicht-Handelns, könne noch deutlicher getroffen werden.